# Kurt Liebknecht

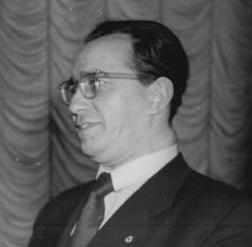
Kurt Liebknecht 1954 (Bildausschnitt)

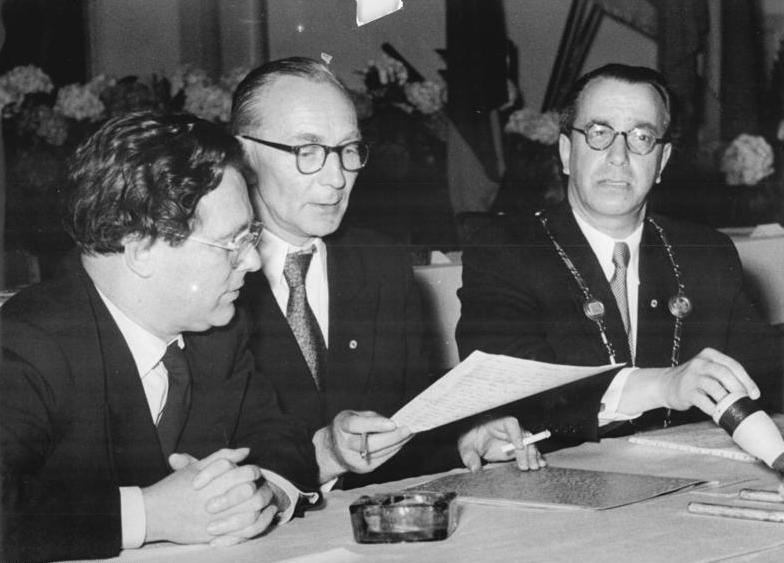
Kurt Liebknecht (im Bild rechts) als Präsident der Deutschen Bauakademie (DBA) zusammen mit Edmund Collein, dem Vizepräsidenten der Akademie (Mitte) und Hermann Henselmann, dem Chefarchitekten in Ost-Berlin (links) im Mai 1954 bei der zweiten öffentlichen Vollversammlung der DBA

Kurt Liebknecht, auch Curt Liebknecht, vollständiger Geburtsname Otto Wilhelm Curt Liebknecht (geboren am 26. März 1905 in Frankfurt am Main; gestorben am 6. Januar 1994 in Berlin), war ein Architekt und führender Baupolitiker. Als Präsident der Deutschen Bauakademie (DBA) und Mitglied des ZK der SED nahm er maßgeblichen Einfluss auf die Durchsetzung der stalinistischen Architekturdoktrin in der DDR.

## Akademischer und politischer Werdegang

### Herkunft, Jugend, Ausbildung und erste Bauprojekte (1905–1931)
Kurt Liebknecht war ein Sohn des Chemikers Otto Liebknecht und dessen Ehefrau Elsa Liebknecht, geb. Friedland. Bedingt durch seine weitere Verwandtschaft väterlicherseits – als Neffe des 1919 ermordeten KPD-Mitbegründers und -Vorsitzenden Karl Liebknecht und des letzten USPD-Vorsitzenden Theodor Liebknecht sowie als Enkel des SPD-Mitbegründers Wilhelm Liebknecht – war er familiär durch ein prominent-sozialistisches Umfeld geprägt.
Kurt Liebknecht wuchs in Frankfurt am Main auf, wo sein Vater zwischen 1900 und 1925 als Chefchemiker in der Forschungsabteilung der Deutschen Gold- und Silber-Scheideanstalt (Degussa) in gehobener Position tätig war. In Frankfurt legte er auch das Abitur ab, und arbeitete etwa sechs Monate im Maurer- und Zimmermanns-Handwerk. Dann zog seine Familie nach Berlin, wo er von 1921 bis 1929 an der Technischen Hochschule Charlottenburg Architektur studierte. Er wurde in das Seminar von Hans Poelzig aufgenommen und gehörte, wie Rudolf Schwarz, Konrad Wachsmann, Julius Posener, Max Cetto, Helmut Hentrich und Egon Eiermann, zum engeren Schülerkreis um Hans Poelzig. 1927 arbeitete er bei Ludwig Mies van der Rohe am Projekt der Weißenhof Siedlung als Praktikant mit. In einem Studentenwettbewerb für ein öffentliches Gebäude im mecklenburgischen Malchin gewann er 1928 den ersten Preis. Nach seinem Abschluss mit dem Grad eines Diplom-Ingenieurs war er von 1929 bis 1931 Mitarbeiter im Architekturbüro von Hans Poelzig, der ihm die Innengestaltung des Foyers des Berliner Rundfunkhauses übertrug. Nach seiner Tätigkeit als Regierungsbauführer im Dienst des Freistaats Preußen legte Liebknecht die Prüfung zum Regierungsbaumeister ab und leitete unter Federführung von Walter Wolff den Neubau der Universitäts-Frauenklinik in Berlin. Neben dem Städtebau blieb das Bauen für das Gesundheitswesen, vor allem der Krankenhausbau – der Schwerpunkt seines Wirkens.

### Arbeit und Exil in der Sowjetunion (1931–1948)
1931 schied Kurt Liebknecht mangels Bauaufträgen aus dem Atelier von Hans Poelzig aus und ging als Architekt in die Sowjetunion. Nach seinen letzten Besuchen im Deutschland der Weimarer Republik, 1932 in Berlin und 1933 in Hamburg, wurde er in der Zeit des Nationalsozialismus als sozialistischer Gegner des NS-Regimes und „Halbjude“ (Sohn einer jüdischen Mutter) zum Exilanten in der UdSSR. 1937 wurde er Bürger der UdSSR. Im Zuge der Vorbereitung des deutschen Angriffs auf die Sowjetunion kam er 1941 auf Veranlassung des Reichssicherheitshauptamts (RSHA) als Begünstiger des Feindes auf die „Sonderfahndungsliste UdSSR“ der Geheimen Staatspolizei (Gestapo).

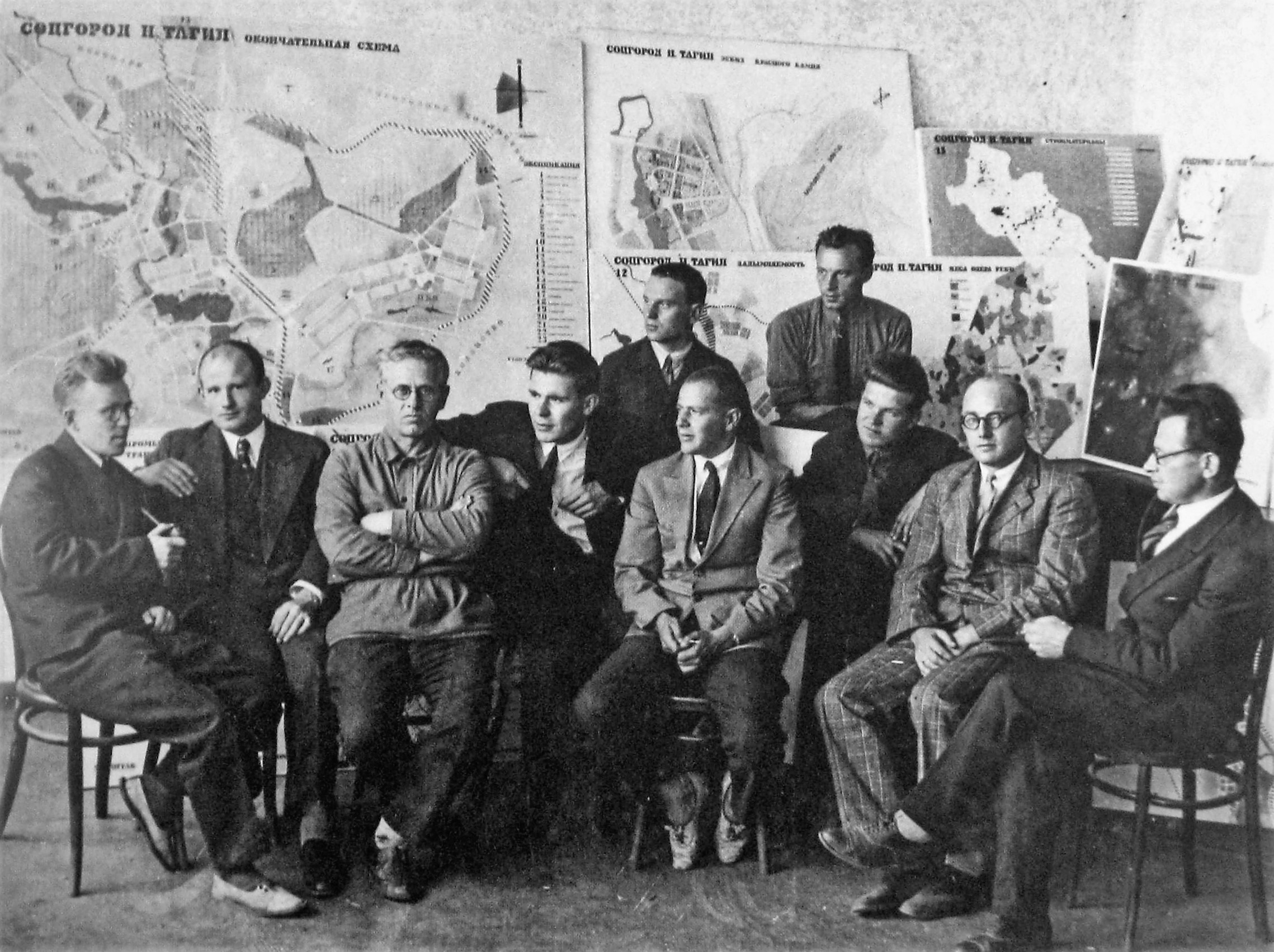
Ernst May (etwa Bildmitte, 5. von links) zusammen mit Mitarbeitern in der Sowjetunion (1931)

In der UdSSR, wo er bis 1948 blieb, war er über die Jahre hinweg in leitenden Funktionen mit verschiedenen staatlichen Bauvorhaben betraut. Zunächst arbeitete er 1931/32 für ein internationales Team um den Städteplaner Ernst May, der im Jahr 1930 zusammen mit anderen deutschen Architekten zur Unterstützung der städtebaulichen Modernisierung der Sowjetunion von den führenden baupolitischen Gremien der KPdSU angeworben worden war (vgl. auch Unterabschnitt des Ernst May-Artikels). Liebknecht war der Krankenhausbaugruppe der sogenannten „zweiten Maygruppe“ unter der Leitung von Werner Hebebrand als Vertragsarchitekt in Moskau, der Hauptstadt und dem Regierungssitz der UdSSR, zugeteilt. Neben seiner Tätigkeit beteiligte er sich 1931 zusammen mit seinem niederländischen Kollegen Marinus Ursul Maria Gewin am internationalen Wettbewerb für den geplanten, jedoch nicht umgesetzten Monumentalbau des Sowjetpalasts in Moskau und 1932 mit Walter Schwagenscheidt im internationalen Wettbewerb für die Bebauung des linken Scheideufers in Antwerpen. 1932 wechselte Liebknecht in die Kommission für Projektierungsnormative des Volkskommissariats für Gesundheitswesen und fungierte dort als Leiter des Ausländeraktivs (zur Begrifflichkeit vgl. Sozialistisches Aktiv). Als Mitarbeiter der Projektierungseinrichtung des Volkskommissariats für Verkehrs- und Verbindungswesen war er ab 1933 verantwortlich für die Planung von Kliniken, Wohn- und Verwaltungsgebäuden in verschiedenen Städten der Sowjetunion, darunter z. B. in Magnitogorsk und Stalinsk.
Als Emigrant und „verdienter Mitarbeiter am Aufbau des Sozialismus in der UdSSR“ erhielt Kurt Liebknecht im Jahr 1937 die sowjetische Staatsbürgerschaft. Im Verlauf des Großen Terrors geriet er ins Visier der „Deutschen Operation des NKWD“ (NKWD-Befehl Nr. 00439), die auf mutmaßliche Agenten und Spione des Deutschen Reiches, vor allem auf Sowjetbürger deutscher Herkunft und Emigranten aus Deutschland sowie Spezialisten, die seit Anfang der 1930er Jahre in der Sowjetunion den Aufbau des Sozialismus unterstützen, ausgerichtet war. Dies traf für Kurt Liebknecht zu. So wurde er 1938 während der Massenoperation der Geheimpolizei unter dem Vorwurf der Spionage verhaftet, nach Absetzung des NKWD-Chefs Nikolai Jeschow und 1½ Jahren Haft rehabilitiert, wurde Liebknecht Ende 1939 Leiter der Abteilung Gesundheits- und Sozialeinrichtungen an der Allunionsakademie für Architektur in Moskau.
Im Januar des Jahres 1941 wurde die Tochter Natascha in Puschkino geboren. Im Juni 1941, nach dem Überfall der Deutschen Wehrmacht auf die Sowjetunion, wurde Liebknecht beauftragt, unterirdische medizinische Versorgungseinrichtungen in Kooperation mit der Roten Armee zu entwickeln. Ende 1941 wurde er mit der Allunionsakademie und ihrer Belegschaft aus Moskau in die kasachische Stadt Tschimkent evakuiert. Nach der siegreichen Schlacht von Stalingrad kehrte die Akademie 1943 nach Moskau zurück. Dort traf sich Liebknecht 1944 mit Wilhelm Pieck, dem Vorsitzenden der Exil-KPD, der fünf Jahre später der 1. Staatspräsident der DDR werden sollte, zur Erörterung des Wiederaufbaus Nachkriegsdeutschlands angesichts der absehbaren, deutschen Niederlage. Im Juni 1945 mit einer Doktorarbeit über den Krankenhausbau in Mittelasien promoviert, entwarf Liebknecht 1947 das Klinikum in Stalingrad und bereitete seine Rückkehr nach Deutschland vor. Als freier Mitarbeiter des Sowjetischen Informationsbüros und als Sachverständiger für Baufragen in der deutschen Redaktion von Radio Moskau besuchte Liebknecht vorab mehrmals den sowjetischen Sektor von Berlins und verhandelte die Gründung einer Bauakademie als wissenschaftliche Institution für theoretische und praktische Grundlagen des Wiederaufbaus. Im Laufe dieser Sondierungsaufenthalte wurde er auf Anordnung der sowjetischen Militäradministration (SMAD) stellvertretender Leiter des Instituts für Bauwesen der im Juli 1946 neu eröffneten Deutschen Akademie der Wissenschaften zu Berlin und Sekretär des Arbeitsgebiets „Gesundheitseinrichtungen“.

### Funktionärs- und Lehrtätigkeit in der DDR (ab 1948)

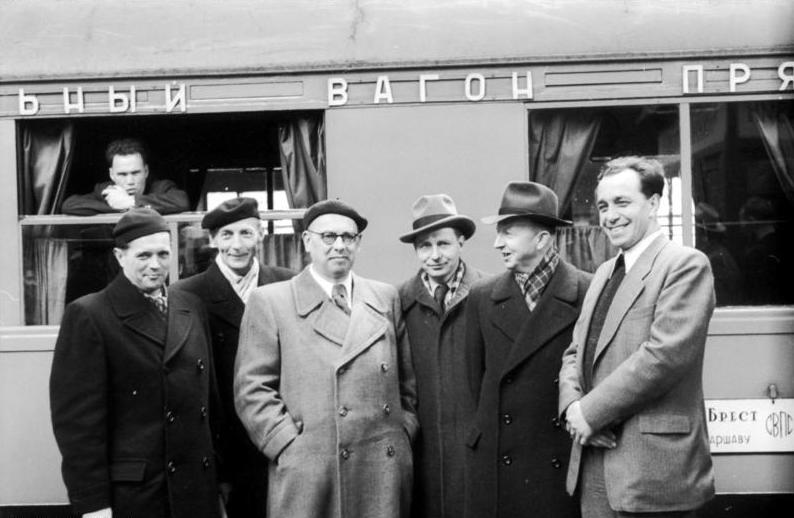
Die Mitglieder der Regierungsdelegation vor ihrer Abreise in die Sowjetunion am 12. April 1950 auf dem Schlesischen Bahnhof in Ost-Berlin. Von rechts nach links: Kurt Liebknecht, Walter Piesternick, Waldemar Alder, Lothar Bolz, Edmund Collein, Kurt Walter Leucht

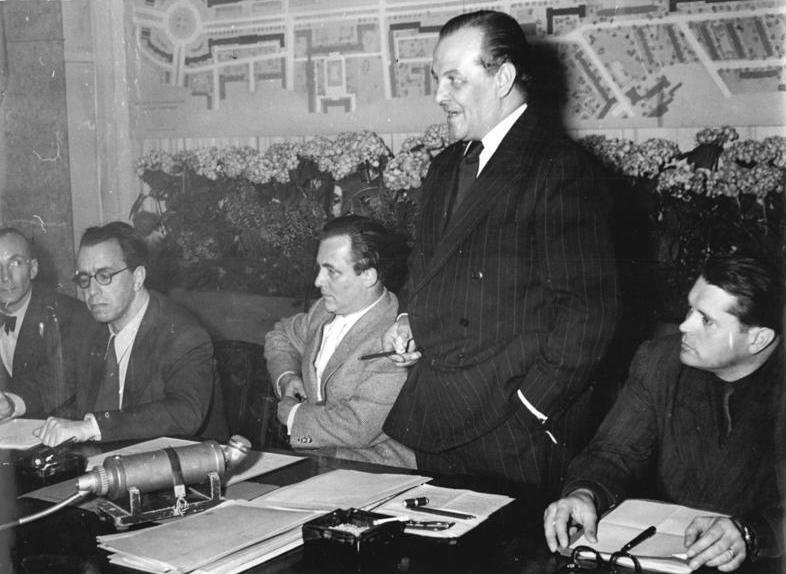
Kurt Liebknecht (2. von links) als Teilnehmer einer am 8. April 1952 von der DBA durchgeführten Pressekonferenz zur Neugestaltung der Stalinallee, zusammen mit Hermann Henselmann, Chefarchitekt von Ost-Berlin (3. von links) sowie Richard Paulick, dem vor Ort verantwortlichen Organisationsleiter der Großbaustelle Stalinallee (4. von links bzw. stehend)

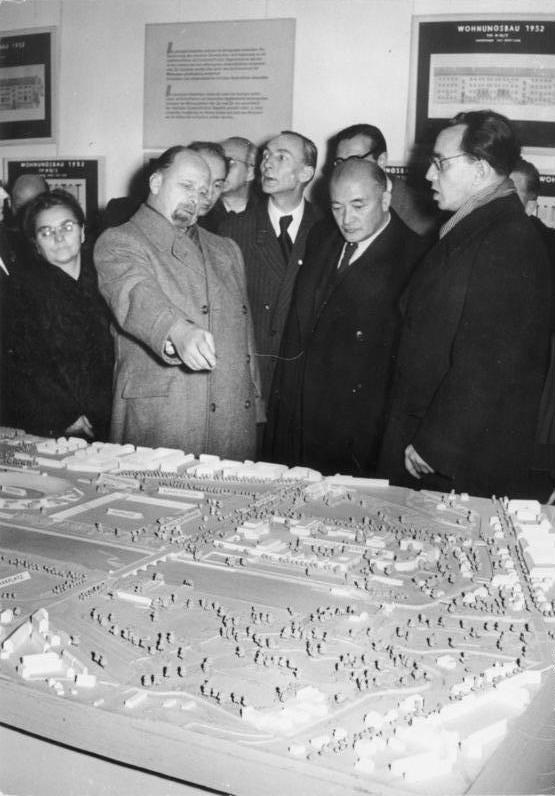
Kurt Liebknecht (im Bild rechts) zusammen mit dem Generalsekretär des ZK der SED und stellvertretenden Ministerpräsidenten der DDR Walter Ulbricht (2. von links) und dem Mitglied der Akademie für Architektur der UdSSR und Stalinpreisträger Alexander Wlassow (links neben Liebknecht) am 9. Dezember 1951 bei einer Architekturausstellung im Haus des Nationalrates in Ost-Berlin anlässlich der Einweihung der Deutschen Bauakademie

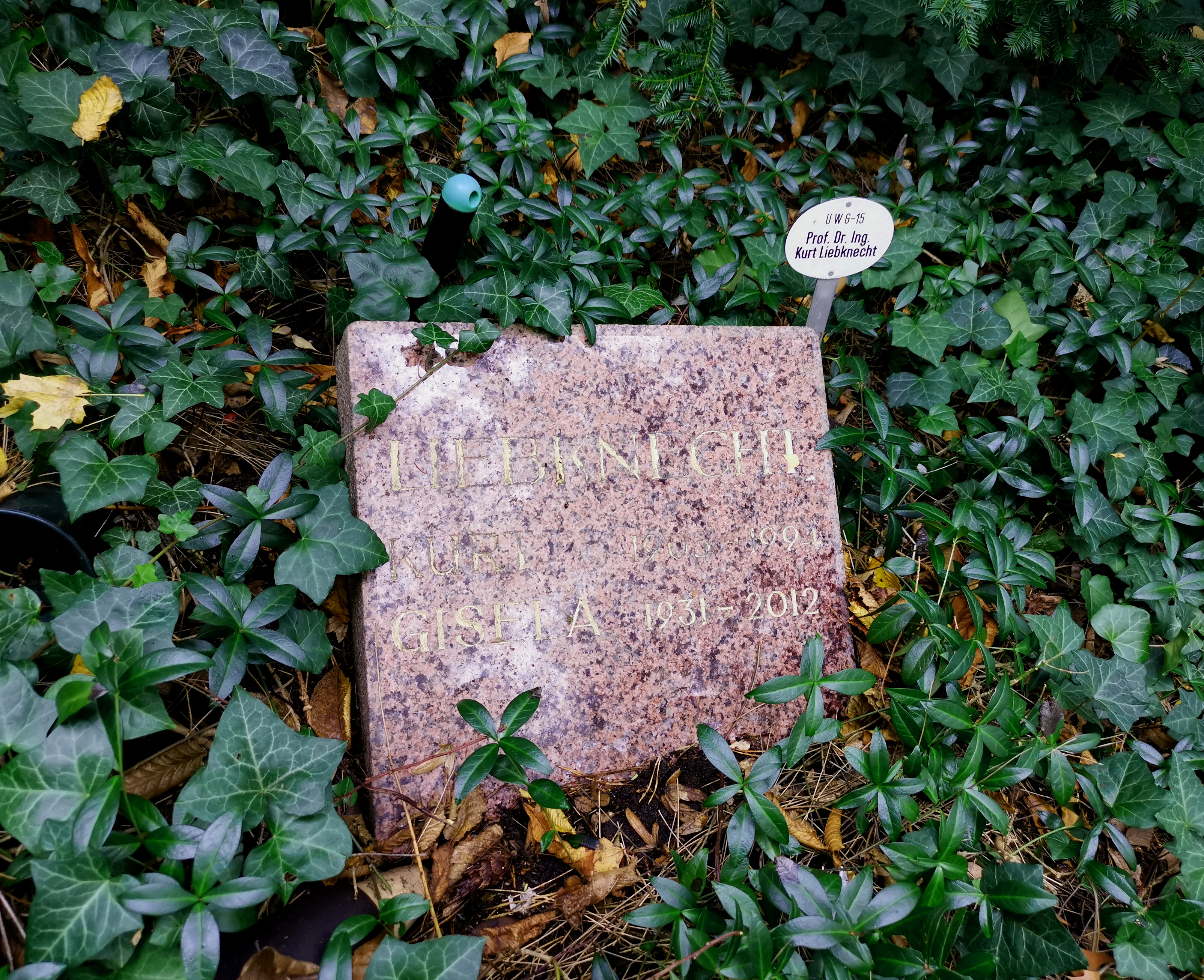
Grab auf dem Friedhof Pankow III, Feld UWG-15

Im Jahr 1948 kehrte Kurt Liebknecht auf Betreiben von Wilhelm Pieck endgültig nach Deutschland in die sowjetische Besatzungszone (SBZ) zurück und trat im darauffolgenden Jahr der SED bei. Im Mai 1947 war gemäß einem SMAD-Befehl die Deutsche Wirtschaftskommission gegründet worden, die bis zur Konstituierung der DDR zweieinhalb Jahre später bestand und ab 1948 regierungsähnliche Aufgaben für den neu zu gründenden ostdeutschen Staat übernahm. In dieser Kommission fungierte Liebknecht als Hauptabteilungsleiter für den Entwurf der Hauptverwaltung Bauwesen.
Nach der am 7. Oktober 1949 erfolgten Gründung der DDR wurde er ebenfalls an führender Stelle mit staatlichen Projekten und Ämtern betraut. Zunächst war er bis 1951 Direktor des Instituts für Städtebau und Hochbau im Ministerium für Aufbau (vgl. bei Unterabschnitt Auflistung der Wirtschaftszweig-Ministerien der DDR). In dieser Funktion nahm Liebknecht als erfahrener Kenner und Fachmann des sowjetischen Städtebaus im April/Mai 1950 an der knapp sieben Wochen währenden Reise einer Regierungsdelegation unter der Leitung des Aufbauministers Lothar Bolz in die UdSSR teil. Bei dieser Staats-Exkursion, die nach Moskau, Kiew, Stalingrad (heute: Wolgograd) und Leningrad (heute: Sankt Petersburg) führte, wurden die architektonischen Vorgaben im „großen sozialistischen Bruderstaat“ begutachtet und studiert. Aus den Ergebnissen der Studienreise gingen wenig später die „16 Grundsätze des Städtebaus“ der DDR hervor, die unter anderem die Grundlage für die Neugestaltung der im Vorjahr nach Josef Stalin benannten Ost-Berliner Stalinallee zu einer auch für Propagandazwecke dienlichen repräsentativen Prachtstraße bildeten.
Des Weiteren erhielt Liebknecht 1950 einen Forschungsauftrag zur Analyse poliklinischer Einrichtungen im Land Brandenburg. Außerdem wurde er von der DDR-Regierung mit der Vorbereitung zur Gründung der Deutschen Bauakademie (DBA) beauftragt, die schließlich im Januar 1951 eröffnet wurde. Gleichzeitig wurde Kurt Liebknecht zum Professor und im April des Jahres zum ersten Präsidenten der DBA ernannt. Als solcher bestimmte er mit seinen Thesen über den „Kunstcharakter des Städtebaus“ und dessen „nationale Traditionen“ in den 1950er Jahren die akademische Ausrichtung des Architekturstudiums in der frühen DDR. Durch seine nachfolgende Mitgliedschaft im künstlerisch-wissenschaftlichen Rat des Ministeriums für Kultur war er an der staatlichen Führung beteiligt: So bekleidete er auch das Amt des kommissarischen Leiters des Architekturbeirats beim Ministerrat der DDR; 1952 wurde er Präsidiumsmitglied der Gesellschaft für kulturelle Verbindung mit dem Ausland. Neben diesen vor allem akademischen und kulturpolitischen Leitungsaufgaben absolvierte er zwischen 1950 und 1954 ein politisches Fernstudium an der dem Zentralkomitee der SED unterstellten Parteihochschule Karl Marx (PHS). Ab dem IV. Parteitag der SED gehörte Liebknecht von 1954 bis 1963 selbst dem zu seiner Zeit zwischen 90 und 120 Mitglieder zählenden ZK der SED an.
Nach dem Ende seiner Amtszeit als Präsident der DBA leitete er ebendort von 1961 bis Ende 1963 zuerst das Institut für Theorie und Geschichte der Architektur, bevor er das Rektorat des neu gegründeten Instituts für Technologie der Gesundheitsbauten übernahm, das er bis zu seiner Emeritierung im Jahr 1970 innehatte. Danach war er weiterhin in den Gremien der DBA tätig. Nach seiner 1972 erfolgten Pensionierung blieb er noch mehrere Jahre Leitungsmitglied im Bund der Architekten der DDR (BdA/DDR), der 1952 als Folge der deutschen Teilung vom in Westdeutschland weiter bestehenden Bund Deutscher Architekten abgespalten und neu gegründet worden war. Ansonsten war Liebknecht nach 1972 freiberuflich tätig. 1986 veröffentlichte Liebknecht unter dem Titel Mein bewegtes Leben seine Autobiografie im Berliner Verlag für Bauwesen.
Liebknecht berichtete in einem Interview mit der Berliner Zeitung 1990, dass der durch die DDR-Volkskammer gefasste Entschluss zum Abriss des Berliner Schlosses am 6. September 1950 hauptsächlich ein Alleingang von SED-Parteichef Walter Ulbricht gewesen sei. Liebknecht wurde demnach als DDR-Hochbaudirektor durch die Parteiführung dazu bewegt, dem Abriss zuzustimmen. Wie auch andere Stalinisten hielt er die Sprengung der Schlossruine für einen großen Fehler.
Kurt Liebknecht starb etwas mehr als drei Jahre nach der Deutschen Wiedervereinigung Anfang 1994 im Alter von 88 Jahren in Berlin.

## Schriften (Auswahl)
- Gesundheitsbau – Projektierung unter den Bedingungen Mittelasiens; Moskau 1945 (Doktorarbeit)
- Fragen der deutschen Architektur und des Städtebaus; 1952 (Mitautor)
- Sowjetische Architektur; 1953 (Mitautor)
- Handbuch für Architektur; 1954 (Mitautor)
- Die nationalen Aufgaben der deutschen Architektur; Deutsche Bauakademie 1954
- Architektur und Städtebau in der DDR; 1959 (Mitautor)
- Baupolitik und Bauwissenschaft in den ersten Jahren der DDR; Ost-Berlin 1980
- Mein bewegtes Leben; Autobiografie, Verlag für Bauwesen, Ost-Berlin 1986, ISBN 3-345-00039-3

## Auszeichnungen
Nach seiner 1970 erfolgten Emeritierung wurde Kurt Liebknecht mit folgenden Orden und Ehrenzeichen der DDR (vgl. Liste der staatlichen und nichtstaatlichen Auszeichnungen der DDR) ausgezeichnet:
- 1970: Vaterländischer Verdienstorden in Silber
- 1971: Schinkel-Medaille (analog zum historischen Schinkelpreis in der westdeutschen Bundesrepublik)
- 1975: Vaterländischer Verdienstorden in Gold
- 1980: Karl-Marx-Orden
- 1985: Stern der Völkerfreundschaft